# Evert Bastet
Evert Bastet (* 30. Mai 1950 in Maracaibo, Venezuela) ist ein kanadischer Segler, Trainer und Geschäftsmann.

## Werdegang
Der in Venezuela geborene Evert Bastet zog 1955 nach Quebec und begann im Alter von neun Jahren mit dem Segeln. Zwei Jahre später folgte sein erster Wettkampf, 1965 errang er seinen ersten Sieg in der Flying-Dutchman-Klasse bei den kanadischen Juniorenmeisterschaften. Drei Jahre später war er Ersatzmann in der kanadischen Mannschaft bei den Olympischen Sommerspielen 1968, obwohl er nicht am siebten Platz von Roger und Stewart Green teilnahm.

## Olympische Spiele
Evert Bastet nahm dreimal an Olympischen Spielen in der Bootsklasse Flying Dutchman teil. Sein Olympiadebüt 1972 in Kiel beendete er noch auf dem 15. Platz, ehe er vier Jahre darauf in Montreal mit Hans Fogh als Vierter knapp einen Medaillengewinn verpasste (gleichauf mit Bronze für die Gesamtpunktzahl, aber Platz vier im direkten Vergleich). Nachdem er 1980 an der Seite von Terry McLaughlin die Weltmeisterschaften gewonnen hatte, wurde er für die Olympischen Sommerspiele 1980 in Moskau/Tallin ausgewählt, die Kanada boykottierte. Bei den Olympischen Spielen 1984 in Los Angeles belegte er gemeinsam mit Terry McLaughlin schließlich mit 22,7 Punkten den zweiten Platz hinter dem US-amerikanischen und vor dem britischen Boot, womit er die Silbermedaille gewann. Bastet und Terry McLaughlin hatten nach sechs Rennen einen Vorsprung von drei Punkten, aber sie überquerten die Ziellinie zu Beginn des letzten Rennens zu früh, so dass sie zurückkehren und neu starten mussten. So konnten sich die Amerikaner mit zwei Plätzen Vorsprung die Goldmedaille sichern, die Kanadier gewannen Silber auf dem zweiten Platz.

## Weltmeisterschaften
Bei Weltmeisterschaften gelang Bastet 1973 in Rochester mit Hans Fogh und 1980 in Malmö mit Terry McLaughlin jeweils der Titelgewinn, zudem sicherte er sich jeweils mit Fogh 1974 in Weymouth und mit McLaughlin 1982 in Geelong die Bronzemedaille. 1976 gewann Bastet den Titel bei den offenen Europameisterschaften.

## Trainer und Geschäftsmann
Bastet wurde in zwei weitere kanadische Olympiamannschaften berufen, trat aber weder bei der Bronzemedaille von Frank McLaughlin und John Millen 1988 noch bei ihrem neunten Platz 1992 an. Schließlich zog er sich zurück, um sich neben seiner Tätigkeit als Schiedsrichter, Trainer und Manager von Nationalmannschaften auf seine Arbeit bei E. B. Spars, ein Anbieter von Bootszubehör in Vaudreuil-Dorion, Québec zu konzentrieren, das Unternehmen, das er 1976 gegründet hatte.
Er blieb dem Segelsport verbunden, indem er die Nationalmannschaften von Athen 2004 und Peking 2008 leitete, trainierte und managte. Bastet, der 2010 am olympischen Fackellauf in Vancouver teilnahm, war Freiwilliger beim Royal St. Lawrence Yacht Club und erhielt den Sail Canada 2013 Volunteer of the Year Award. Der wurde der leitende nationale technische Berater für die kanadischen Sommerspiele 2013 in Sherbrooke, Québec.

## Ehrungen
- 1994: Canadian Olympic Hall of Fame
- 2006: Québec Sports Hall of Fame
- 2010: Québec Sailing Hall of Fame
- Ihm zu Ehren ist die Evert Bastet Trophy des Segelverbandes von Quebec benannt, die jährlich an einen außergewöhnlichen Segler aus der Provinz verliehen wird.[2]